# منتزعة الكبريت البئرية
منتزعة الكبريت البئرية (الاسم العلمي: Desulfovibrio putealis) هي نوع من البكتيريا، سلبية الغرام، تتبع جنس منتزعة الكبريت.